# Linguajar Cuiabano
O Linguajar Cuiabano se refere ao modo de falar típico dos residentes da cidade de Cuiabá, Mato Grosso. Uma das características fonéticas dessa língua é a troca da consoante "L" por "R". Essa característica é apresentada como um traço do falar cuiabano assim como o "encomprida mento‟ das vogais tônicas, atribuído como herança do povo bororo. Por ocasião das comemorações dos 265 anos de Mato Grosso, a Secretaria Estadual de Cultura (SEC) decidiu por tombar este linguajar como patrimônio imaterial do Estado, pois, segundo eles, "faz parte da história de Cuiabá e do estado de Mato Grosso e, hoje, muito do falar cuiabano com seu sotaque caiu em desuso por grande parte de seus habitantes, permanecendo com o povo mais antigo e moradores ribeirinhos, que buscam preservar a história de seu sotaque."